# Brüggemannhof

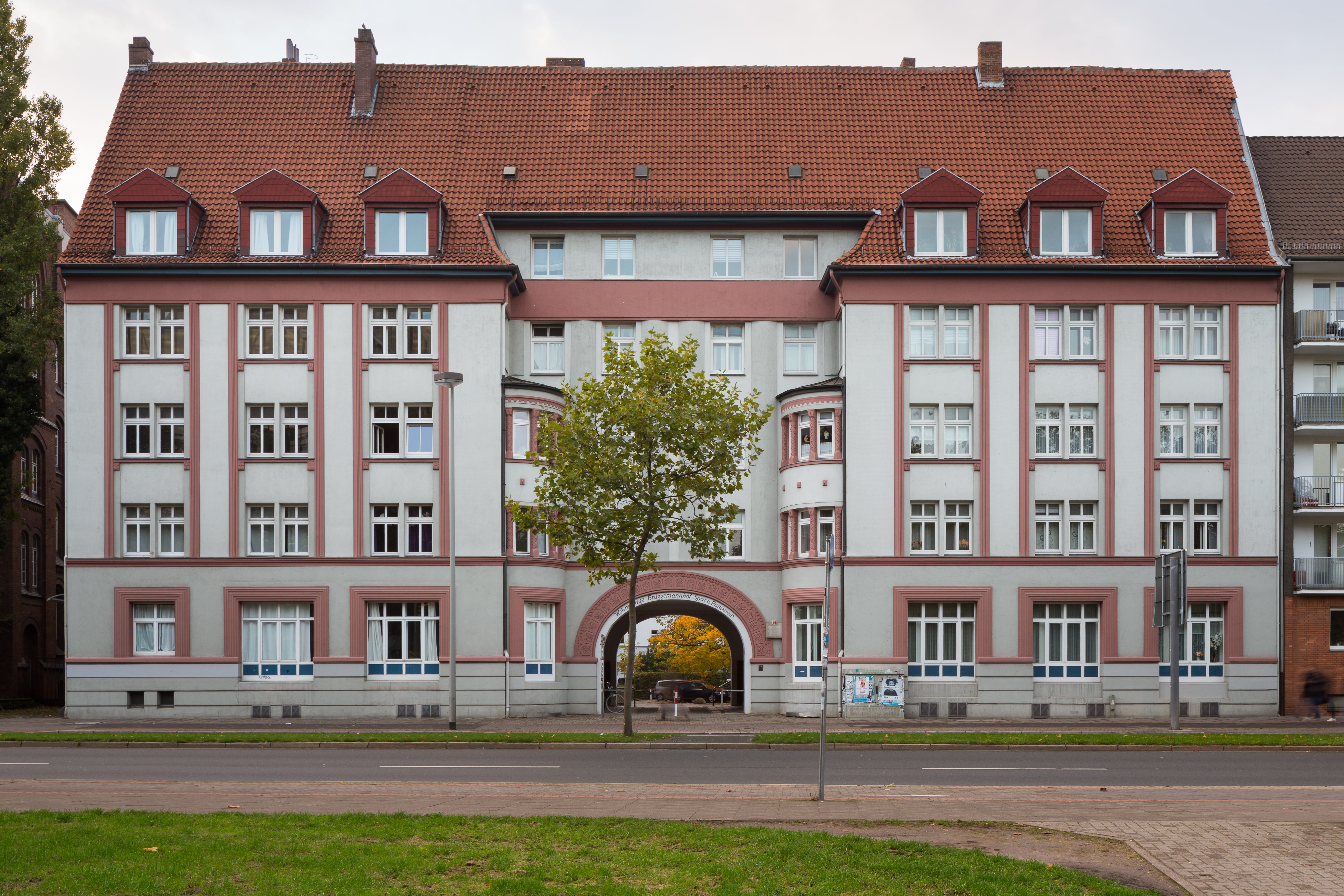
Lediglich zur Schloßwender Straße präsentiert sich der Brüggemannhof mit einer Monumentalfassade

Der Brüggemannhof in Hannover ist eine von 1913 bis 1924 in mehreren Bauabschnitten errichtete, heute denkmalgeschützte Kleinwohnanlage aus der Zeit des Reformwohnungsbaus. Der Gebäudekomplex im Besitz der hannoverschen Wohnungsbaugenossenschaft Spar- und Bauverein findet sich auf einem unregelmäßigen, annähernd dreiseitigen Grundstück, das an zwei Seiten durch die Straßen Am Judenkirchhof und Schloßwender Straße im Stadtteil Nordstadt begrenzt wird.

## Geschichte

### Vorgeschichte
Außerhalb der mittelalterlichen Stadtbefestigung Hannovers hatten sich aus dem an die Stadt angrenzenden Feld- und Gartenland sogenannte „Gartengemeinden“ gebildet, die seit dem 14. Jahrhundert nach und nach in den Besitz hannoverscher Bürger übergegangen waren. Seit dem 16. Jahrhundert verpachteten diese ihr Land an Kleinbürger, die dann als sogenannte Gartenleute auch vor dem Steintor Gartenbau betrieben. In dieser Steintorgartengemeinde errichtete Hannovers ältester Industriebetrieb, die 1718 gegründete „Königlich-privilegierte Wachstuchmacherey am (alten) Judenfriedhof vor dem Steinthore“ (heute: Benecke-Kaliko), 1846 eine neue Fabrik: Drei Jahre nach dem Bau der ersten Eisenbahnlinie im Königreich Hannover – vom (heutigen) Hauptbahnhof nach Lehrte – begann damit auch im (erst später so benannten) Stadtteil Nordstadt das Zeitalter der Industrialisierung. Aus der Zeit vor 1900 dokumentiert eine Werksansicht im Besitz von Benecke-Kaliko das Fabrikgelände zwischen dem (heute denkmalgeschützten) Gartenhaus und der ehemaligen, 1874 an der Schloßwender Straße neu erbauten Druckerei J. C. König & Ebhardt.

### Ab 1900
Nachdem die Räumlichkeiten für die Firma J. H. Benecke nicht mehr ausreichten, zog das Unternehmen 1901 in ein neu errichtetes Produktionszentrum in Vinnhorst. Auf dem aufgegebenen Firmengelände von J. H. Benecke in der Nordstadt wurde nun der Weg frei für eine Wohnbebauung der rasch anwachsenden Stadtbevölkerung: Nachdem sich aufgrund der allgemeinen Wohnungsnot in Hannover bereits 1885 die Wohnungsbaugenossenschaft Spar- und Bauverein gegründet hatte, beauftragte diese den Architekten Franz Hoffmann, nach dessen Plänen die Kleinwohnanlage in zwei Bauabschnitten entstand: Noch zu den Zeiten des Deutschen Kaiserreichs bis in den Ersten Weltkrieg hinein wurde von 1912 bis 1915 zunächst der südliche Flügel der Anlage Schloßwender Garten errichtet, während der Nordflügel Am Judenkirchhof erst zur Zeit der Weimarer Republik und – teils auf dem Höhepunkt der deutschen Hyperinflation – von 1922 bis 1924 fertiggestellt werden konnte. Die zumeist 3 und 4 Zimmer großen Wohnungen waren – seinerzeit keineswegs selbstverständlich – von Anfang an bereits mit innenliegenden Badezimmern und WC ausgestattet.
Nachdem am 14. Januar 1947 Heinrich Brüggemann starb, der langjährige Vorsitzende des Spar- und Bauvereins und Veteran der Arbeiterbewegung, wurde im März des Jahres der Siedlungskomplex umbenannt in Brüggemannhof.
Bis in die 1980er Jahre war der Brüggemannhof auch Verwaltungssitz des Spar- und Bauvereins.

## Baubeschreibung
Auf dem unregelmäßigen, annähernd dreieckigen Grundstück, das nur an zwei Stellen an Straßen angrenzt, entstanden entlang den Grundstücksgrenzen aneinandergereiht insgesamt 22 vier-, „an den betonten Eckpunkten fünfgeschossige Häuser, [...] die einen durch Vor- und Rücksprünge gegliederten Innenhof mit kleinen in sich abgeschlossenen Bereichen“ umschließen. Die „anheimelnde Architektur“ (Heimatstil) der Fassaden mit ihren Loggien, Fachwerk, Arkaden und figürlicher Bauplastik orientiert sich größtenteils zum begrünten Innenhof, von dem aus Figuren aus dem Handwerkerleben zu sehen sind. Laut „einer zeitgenössischen Besprechung“ sollten die Architekturversatzstücke der Putzbauten den Gedanken an „kleinstädtisches Wohnen in vorindustrieller Zeit“ unterstützen und an den bis dahin bekannten „ortsständigen Baustil wie in den Altstädten Hannovers oder Hildesheim erinnern“. Lediglich zur Schloßwender Straße präsentiert sich der Baukomplex mit einer Monumentalfassade.